# Acianthera exarticulata
Acianthera exarticulata  es una especie de orquídea epifita. Es originaria de  Río de Janeiro y los estados del sur de Brasil.

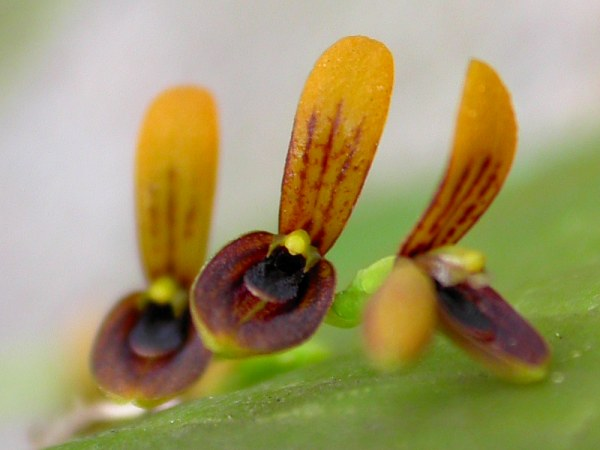
Flor

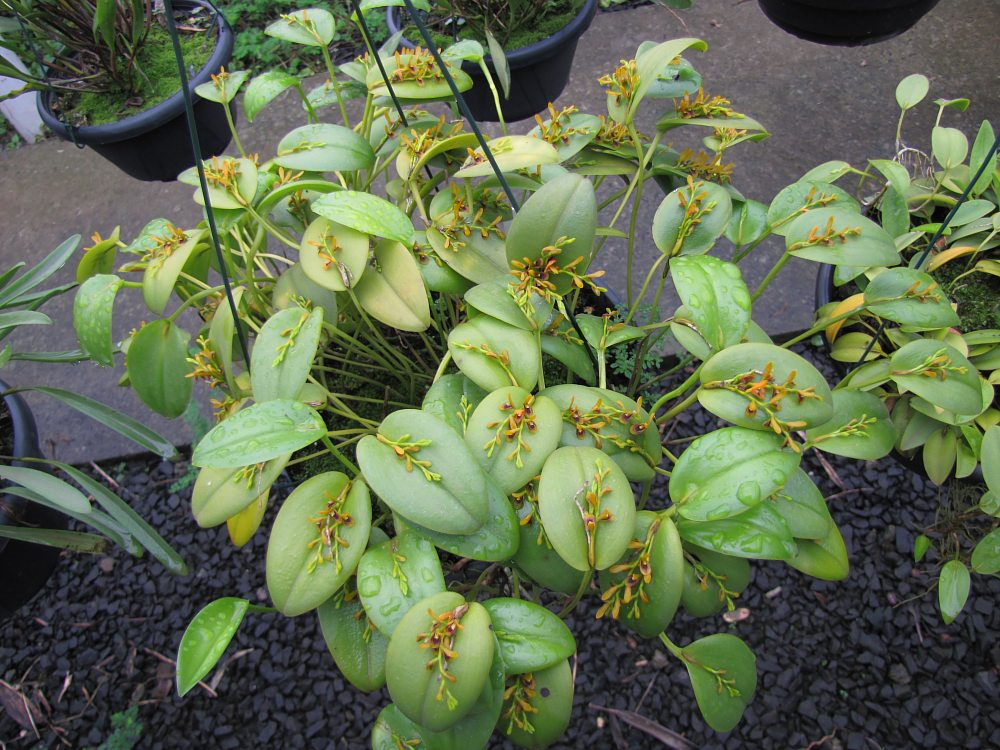
Detalle de la planta

## Descripción
Las plantas de tamaño medio, subcespitosas  con tallos mucho más largos que las hojas, de sección cilíndrica en la base y en la parte superior triangular, hojas son más o menos ovales con más de una inflorescencia de forma simultánea, que comprenden varias flores predominantemente amarillas con listas marrones los sépalos y el labelo morado.

## Taxonomía
Acianthera exarticulata fue descrita por (Barb.Rodr.) Pridgeon & M.W.Chase   y publicado en Lindleyana 16(4): 243. 2001.
Etimología
Acianthera: nombre genérico que es una referencia a la posición de las anteras de algunas de sus especies.
exarticulata: epíteto latino que significa "sin articulación".
Sinonimia
- Pleurothallis exarticulata Barb.Rodr.	[5][6]